# فهم الإسلام (برنامج تلفازي)
فهم الإسلام هو برنامج تلفازي تعليمي أسبوعي في دولة الإمارات العربية المتحدة يبث على قناة دبي ون، وهي قناة تابعة لمؤسسة دبي للإعلام ، ويغطي البث منطقة الشرق الأوسط وأوروبا وأفريقيا، على نايل سات 101، عرب سات بدر-4، آسيا سات 5 [الإنجليزية] وياه سات بتقنية الدقة العالية (HD). بُث منذ عام 2011.
كل يوم جمعة، يسلط العرض الضوء على بعض مبادئ الإسلام، ويهدف إلى شرح أسس عقيدة المسلمين من خلال استكشافها من زوايا مختلفة، من أبسط الأساسيات إلى الأسئلة الأكثر تعقيدًا حول كيفية تطبيق الإيمان على الحياة اليومية.
تم إعداد وتقديم فهم الإسلام من محمد الكبيسي [الإنجليزية]، مفتي عام دائرة الشؤون الإسلامية والعمل الخيري [الإنجليزية] في دبي؛ ويحمل البرنامج طابعًا علمانيًّا يُبعد الإسلام عن السياسة.

## التاريخ
بدأ بث برنامج فهم الإسلام كبرنامج أسبوعي في 21 تشرين الثاني 2011. في الموسم الأول، بُثَّت 18 حلقة تغطي مجموعة واسعة من المواضيع، وركزت في الغالب على أساسيات الإسلام والعلاقات الإنسانية. بدأ الموسم الثاني مبكرًا واستمر لفترة أطول، حيث بُثَّت 39 حلقة. وبالمثل، قدّم الموسم الثالث 37 حلقة في المجموع.

## المواسم
حتى الآن، استكمل برنامج فهم الإسلام ثلاثة مواسم رئيسة، وثلاثة مواسم رمضانية.

### الموسم الأول
قدّم الموسم الأول ثمانية عشر حلقة، خُصِّصت ثلاثٌ منها للإجابة عن الأسئلة الواردة من المشاهدين. ومن الموضوعات التي تناولها هذا الموسم: الأخلاق والقيم، علاقة الوالدين بالأبناء، حقوق الطفل، الرحمة للعالمين، الأسرة والزواج، الصدقة، الجيران، طلب العلم، حقوق ذوي الاحتياجات الخاصة، التعايش السلمي، وحقوق الأيتام.

### الموسم الثاني
قدّم الموسم الثاني تسعًا وثلاثين حلقة، من بينها حلقة مباشرة أُذيعت خلال مؤتمر دبي العالمي للسلام، كما خُصِّصت بعض الحلقات للإجابة عن الأسئلة الواردة من المشاهدين.
تناول الموسم الثاني عددًا من الموضوعات، منها: أركان الإيمان، الحج وأيام ذي الحجة العشر، يوم عرفة والعيد، أركان الإسلام، حب الوطن، أهمية الوحدة، الهجرة الأولى، هجرة الرسول، عيسى عليه السلام في الإسلام، الأهداف والمقاصد الكبرى للتشريعات الإسلامية، الضروريات الخمس، لجسدك عليك حق، مولد النبي محمد، سيرة النبي محمد، الرسول محمد في المدينة، الصبر وضبط النفس، العلاقة بين الخالق والمخلوق، الرجاء في رحمة الله، أهمية التفاؤل، السلامة المرورية، مؤتمر دبي الدولي للسلام (بث مباشر)، هل سينتهي العالم في عام 2012؟، والإسراء والمعراج.

### الموسم الثالث
قدّم الموسم الثالث ستًا وثلاثين حلقة، من بينها حلقة مباشرة تناولت يوم عرفة خلال موسم الحج، إضافة إلى حلقات خاصة خُصِّصت للإجابة عن أسئلة المشاهدين. وقد شهد هذا الموسم تزايدًا ملحوظًا في عدد الأسئلة المطروحة، ومن بين هذه الأسئلة: كتابة القرآن بالحروف اللاتينية، حقيقة النبي محمد، رؤية النبي في المنام بعد وفاته، السفر إلى بلد بدأ فيه الصيام في يوم مختلف، الغيبة في الإسلام، الحصول على تدليك جسدي من شخص من الجنس الآخر، وجود كميات ضئيلة من الكحول في بعض المشروبات الغازية، وغيرها.
من الموضوعات التي تناولها الموسم الثاني ما يلي: الرسالة المتدرجة إلى البشرية، موسم الحج ويوم العيد، العودة من الحج، الطهارة والنظافة، دروس من الهجرة، حقوق الإنسان في الإسلام، رحلة الإيمان – يوم عرفة (بث مباشر)، فهم الثقافات المتبادلة، السعادة في الحياة، سُنّة النبي محمد، المرأة في الإسلام، التأمل في الإسلام، التعلم وطلب العلم، والبيئة في الإسلام.

### الموسم الرابع
بدأ بث الموسم الرابع في 13 أيلول 2013.
بعض مواضيع الموسم الرابع كانت على النحو التالي: العام الدراسي الجديد، الرغبة في التعلم والتعليم، مصادر القيم الإسلامية، أهمية الذكر، كبار السن (حلقة خاصة).

## مواسم رمضان
حتى الآن، أكمل فهم الإسلام النسخة الرمضانية ثلاثة مواسم.

### رمضان الموسم الأول
تضمن الموسم الأول من برنامج فهم الإسلام في رمضان 29 حلقة، بعضها مخصص للإجابة على أسئلة المشاهدين.
من الموضوعات التي تناولها الموسم الرمضاني الأول ما يلي: بداية شهر رمضان، الصيام وأحكامه، المصطلحات والعبادات المرتبطة بالشهر الفضيل، أجر الصيام، شهر العمل والاجتهاد، كيف نغتنم رمضان، صيام القلب والروح، رمضان والقرآن الكريم، الأخلاق أثناء الصيام، الصدقة في رمضان، شعور رمضان، رمضان والأطفال، فقدان الصيام والثواب، التراويح والقيام، شهر الصبر والكرم، العشر الأواخر، ليلة القدر، الاعتكاف، عبّاد رمضان، وداع رمضان، زكاة الفطر وعيد الفطر المبارك.

### رمضان الموسم الثاني
تضمن الموسم الثاني من برنامج فهم الإسلام في رمضان 30 حلقة، بعضها مخصص للإجابة على أسئلة المشاهدين.

### رمضان الموسم الثالث
تضمن الموسم الثالث من برنامج فهم الإسلام في رمضان 30 حلقة، بعضها مخصص للإجابة على أسئلة المشاهدين.

## الجوائز
في عام 2011، فاز برنامج فَهم الإسلام بخمس جوائز ضمن جوائز بروماكسا بي دي أي أريبيا (PromaxBDA Arabia)، وهي:
- الجائزة الذهبية لأفضل نص مكتوب،
- الجائزة الذهبية في فئة "أنا ونفسي"،
- الجائزة الذهبية لأفضل استخدام للخط الإنجليزي،
- الجائزة الفضية في فئة "حبيبي"،
- الجائزة الفضية لأفضل إعلان ترويجي لا يستخدم لقطات من البرنامج.

وفي عام 2012، كان فهم الإسلام مرشحًا في خمس فئات ضمن جوائز بروماكسا بي دي أي أريبيا (PromaxBDA Arabia)، وفاز بثلاث جوائز ذهبية، وجائزة فضية، وجائزة ثالثة، وهي:
- الجائزة الذهبية لأفضل نص مكتوب،
- الجائزة الذهبية في فئة "حبيبي"،[20]
- الجائزة الذهبية في فئة "أنا ونفسي"،[21]
- الجائزة الفضية لأفضل استخدام للخط الإنجليزي.

كما تم ترشيح فهم الإسلام في عام 2012 ضمن فئتين في جوائز بروماكسا بي دي أي (PromaxBDA) العالمية للتميّز.

## طالع أيضًا
- قائمة الأفلام الإسلامية

## روابط خارجية
- - فهم الإسلام  في قاعدة بيانات الأفلام على الإنترنت (بالإنجليزية)